# قضايا حقوق الإنسان المتعلقة بكأس العالم لكرة القدم 2022

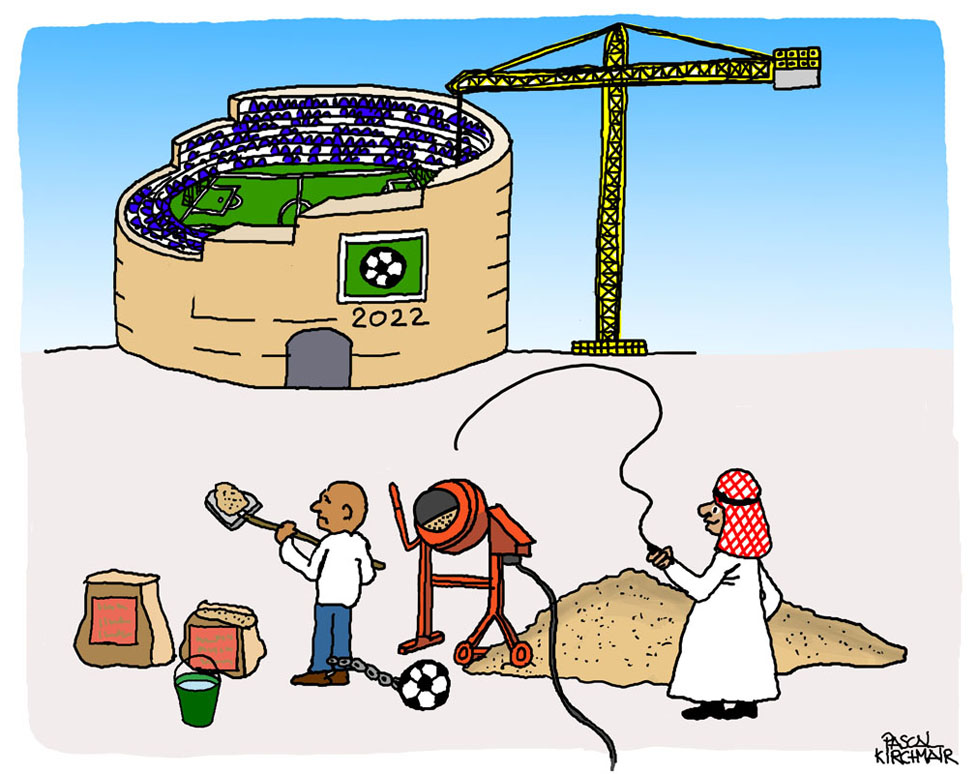
رسم كاريكاتوري سياسي يصور عمالة العبيد في بناء الملاعب في قطر استعدادًا لكأس العالم لكرة القدم 2022 (انظر أيضًا: العبودية في قطر)

كان هناك العديد من الانتقادات والجدل بشأن انتهاكات حقوق الإنسان المفترضة المتعلقة بتنظيم واستضافة كأس العالم 2022 في قطر. كانت هناك مخاوف منذ فترة طويلة بشأن حالة حقوق الإنسان في قطر ، حيث اتهمت الدولة بالغسيل الرياضي في استضافة كأس العالم.
كان أحد المخاوف الكبرى في استضافة قطر لكأس العالم هو ظروف العمال المهاجرين الذين تم جلبهم لبناء البنية التحتية المطلوبة، بما في ذلك العمل القسري وظروف العمل القاسية التي أدت إلى العديد من الوفيات في ظل نظام الكفالة . كما كانت حالة حقوق المرأة في قطر ، والمسؤول السياحي البريطاني الذي تم تعيينه للترويج للبلاد الذي مات في ظل ظروف مريبة، من بين مصادر الجدل أيضًا.
وفي مقابلة مع الجزيرة في ديسمبر 2021، قالت الأمينة العامة للاتحاد الدولي لكرة القدم فاطمة سامورا إن الاتحاد الدولي لكرة القدم وضع إطارًا عامًا لتنظيم وتوجيه تنفيذ مسؤولياته والتزاماته في مجال حقوق الإنسان ، والذي نُشر في عام 2017،  وأن قطر نفذت تلك التوصيات.

## العمال المهاجرين

### نظام الكفالة
كان نظام الكفالة إحدى القضايا الأكثر مناقشة في كأس العالم في قطر, هي تخص معاملة العمال الذين تم توظيفهم لبناء البنية التحتية.
في نوفمبر/تشرين الثاني 2013، أفادت منظمة العفو الدولية بوجود "استغلال خطير"، بما في ذلك إجبار العمال على التوقيع على بيانات كاذبة بأنهم تلقوا أجورهم من أجل استعادة جوازات سفرهم من عهدة كفلائهم. وزعم تحقيق أجرته صحيفة الغارديان في نفس العام أنه تم أخذ أوراق هويتهم منهم، وأجبروا على أداء أعمال قسرية، وأنهم لم يحصلوا على أجورهم في الوقت المحدد أو على الإطلاق، مما جعل بعضهم عبيدًا فعليًا. كما ذكرت الغارديان أن شركات رفضت دفع الرواتب وإصدار تصاريح العمل اللازمة، مما جعل العمال مهاجرين غير شرعيين وأجبرتهم على البقاء. وذكر التقرير أن هناك أدلة تشير إلى أن العمال يواجهون الاستغلال والإساءة كما عرفتّها منظمة العمل الدولية.
بحلول عام 2015، طلب مايكل فان براج، رئيس الاتحاد الهولندي لكرة القدم، من اللجنة التنفيذية للاتحاد الدولي لكرة القدم الضغط على قطر بشأن هذه المزاعم لضمان ظروف أفضل للعمال. كما صرح بأن تصويت جديد على إسناد تنظيم كأس العالم إلى قطر لابد وأن يتم إذا ما تم إثبات مزاعم الفساد. في مارس/آذار 2016، اتهمت العفو الدولية قطر باستخدام العمل القسري، وإجبار الموظفين على العيش في ظروف سيئة، وحجب أجورهم وجوازات سفرهم. كما اتهمت الفيفا بالفشل في التحرك ضد انتهاكات حقوق الإنسان. وتحدث عمال مهاجرون للعفو الدولية عن الإساءات اللفظية والتهديدات التي تلقوها بعد شكواهم من عدم تقاضي أجورهم لمدة تصل إلى عدة أشهر. كما حُرم العمال النيباليون من الإجازة لزيارة أسرهم بعد زلزال نيبال عام 2015.
في أغسطس/آب 2022، اعتقلت السلطات القطرية ورحلت أكثر من 60 عاملاً مهاجراً احتجوا على عدم دفع الأجور من قبل صاحب عملهم، مجموعة البندري الدولية، وهي شركة بناء وضيافة كبرى. ولم يتقاضى بعض المتظاهرين، من نيبال وبنغلاديش والهند ومصر والفلبين، أجورهم منذ سبعة أشهر. وقالت منظمة إيكويديم لحقوق العمال ومقرها لندن إن معظمهم أُعيدوا إلى أوطانهم. وقالت وزارة العمل القطرية إنها تدفع أجور عمال البندري وتتخذ إجراءات أخرى ضد الشركة - التي تخضع بالفعل للتحقيق بسبب فشلها في دفع الأجور.
في سبتمبر 2022، نشرت العفو الدولية نتائج استطلاع رأي شمل أكثر من 17000 مشجع لكرة القدم من 15 دولة، والذي أظهر أن 73% يؤيدون تعويض الفيفا للعمال المهاجرين في قطر عن انتهاكات حقوق الإنسان. وردت الفيفا ببيان يشير إلى التقدم المحرز في سياسات العمال المهاجرين في قطر، مضيفة أن "الفيفا ستواصل جهودها لتمكين التعويض للعمال الذين ربما تأثروا سلبًا فيما يتعلق بالعمل المتعلق بكأس العالم وفقًا لسياسة حقوق الإنسان ومسؤولياتها بموجب المعايير الدولية ذات الصلة".
في 24 نوفمبر 2022، أثناء البطولة، اعتمد البرلمان الأوروبي قرارًا يطلب من الفيفا المساعدة في تعويض أسر العمال المهاجرين الذين لقوا حتفهم في قطر، ولإجراء قطر تحقيقًا كاملاً في مجال حقوق الإنسان. قبل انتهاء البطولة، تم القبض على العديد من الأفراد المشاركين في البرلمان الأوروبي بتهمة التواطؤ في الجريمة المنظمة مع قطر، بما في ذلك السعي إلى تحسين سمعة قطر في مجال حقوق الإنسان قبل كأس العالم.

### ظروف العمال المهاجرين
حظيت قضية حقوق العمال المهاجرين باهتمام أكبر بمجرد منح قطر حق استضافة كأس العالم، مع التحقيق الذي أجرته صحيفة الجارديان عام 2013 والذي زعم أن العديد من العمال حُرموا من الطعام والماء.
بعد زيارة معسكر عمل في عام 2012، صرحت شاران بوروز من الاتحاد الدولي للنقابات العمالية أنه "إذا مر عامين [منذ منح استضافة كأس العالم 2022] والحكومة [القطرية] لم تقم بالأساسيات بعد، فليس لديها أي التزام بحقوق الإنسان". وقالت لجنة قطر 2022: "إن التزامنا هو تغيير ظروف العمل من أجل ضمان إرث دائم من تحسين رفاهية العمال. نحن ندرك أن هذا لا يمكن أن يتم بين عشية وضحاها. لكن كأس العالم لكرة القدم 2022 تعمل كمحفز للتحسينات في هذا الصدد".
أظهر مقطع فيديو عُرض على جماعات حقوق العمال في عام 2013 رجالًا يعيشون في معسكرات عمل متداعية في ظروف غير صحية.

### وفيات العمال المهاجرين
قدرت صحيفة الغارديان أنه بحلول الوقت الذي ستقام فيه المسابقة، وبدون إصلاحات لنظام الكفالة، من بين 2 مليون عامل مهاجر قد يموت ما يصل إلى 4000 عامل بسبب تراخي السلامة وأسباب أخرى. استندت هذه الادعاءات إلى حقيقة وفاة 522 عاملاً نيباليًا وأكثر من 700 عامل هندي منذ عام 2010، عندما فازت قطر باستضافة كأس العالم، حوالي 250 عاملًا هنديًا يموت كل عام.
في عام 2019، أفاد جهاز التخطيط والإحصاء في دولة قطر أن 15021 من غير القطريين قد توفوا بين عامي 2010 و2019 في نشرته الإحصائية الحيوية السنوية - المواليد والوفيات 2019.

### التفاعلات مع الشركات الأجنبية
في عام 2015، اعتُقل طاقم من أربعة صحفيين من هيئة الإذاعة البريطانية (BBC) واحتجزوا لمدة يومين بعد محاولتهم الإبلاغ عن حالة العمال في البلاد. وقد تمت دعوة المراسلين لزيارة البلاد كضيوف من حكومة قطر. في بداية البطولة، رفضت هيئة الإذاعة البريطانية بث حفل افتتاح كأس العالم لكرة القدم 2022 في قطر، وعرضت بدلاً من ذلك حلقة نقاشية بقيادة المذيع غاري لينيكر الذي قدم نقدًا لسجلات قطر بشأن حقوق مجتمع الميم ومعاملة العمال المهاجرين. علق جيم واترسون من صحيفة الغارديان أن السلطات القطرية "ربما كانت تأمل أن يكون [حفل الافتتاح] هو اللحظة التي تركز فيها وسائل الإعلام العالمية أخيرًا على كرة القدم بدلاً من حقوق الإنسان".
في مارس/آذار 2021، رفضت شركة هندريكس جرازودن، مورد العشب لكأس العالم 2006 وبطولة أوروبا في عامي 2008 و2016، توريد العشب لكأس العالم لقطر. ووفقًا للمتحدث باسم الشركة جيردين فلويت، فإن أحد أسباب هذا القرار كانت الاتهامات بانتهاكات حقوق الإنسان.
نفت المغنية دوا ليبا التكهنات حول إحيائها حفلًا غنائيًا في قطر، حيث ذكرت في منشورها على إنستغرام أنها تتطلع "إلى زيارة قطر عندما تفي بجميع تعهدات حقوق الإنسان التي قطعتها عندما فازت بحق استضافة كأس العالم". ومن ناحية أخرى، زعم رود ستيوارت أنه رفض أكثر من مليون دولار للغناء في البطولة.

### دفاعات عن قطر والفيفا
في مارس 2022، زعم رئيس الاتحاد الدولي لكرة القدم جياني إنفانتينو في مقابلة أن الدولة الخليجية تتعامل بتقدمية فيما يتعلق بمشاكل حقوق العمال وحقوق المهاجرين التي سادت سابقًا.
وفي خضم الانتقادات الواسعة، قدمت مجلة الإيكونوميست المتخصصة في التعليق السياسي دفاعا عن اختيار الفيفا، مشيرة إلى أن قطر "دولة أكثر ملاءمة لاستضافة حدث رياضي كبير" من الصين وروسيا، اللتين استضافتا دورة الألعاب الأولمبية الشتوية لعام 2022 وكأس العالم 2018 على التوالي، واللتين تتمتعان بسجلات أسوأ في مجال حقوق الإنسان.

## وفاة مارك بينيت
كان مارك بينيت مستشارًا سياحيًا بريطانيًا توفي في ظروف غامضة في الدوحة. تم توظيف بينيت من قبل شركة الخطوط الجوية القطرية "Discover Qatar" للترويج لصورة قطر بعد اختيار الدولة لاستضافة كأس العالم. بعد ترك الوظيفة وإبداء الاهتمام بشركة سعودية منافسة، تم القبض على بينيت وتعذيبه. تم العثور عليه مشنوقًا في غرفة فندقه في 25 ديسمبر 2019. بعد وفاته، ذكرت الخطوط الجوية القطرية أنه تم القبض عليه بتهمة سرقة أسرار الشركة. قالت السلطات القطرية إنه انتحر، وقالت الخطوط الجوية القطرية إن هذا لا علاقة له بعمله لأنه كان موظفًا سابقًا مشهورًا ومقدرًا. تعارض عائلة بينيت كلتا الروايتين؛ لم يسجل الطبيب الشرعي البريطاني الوفاة على أنها انتحار.

## حقوق المرأة
كما تم انتقاد التمييز ضد المرأة. يجب على النساء في قطر الحصول على إذن من أولياء أمورهن الذكور للزواج، الدراسة في الخارج بمنح حكومية، العمل في العديد من الوظائف الحكومية، السفر إلى الخارج، تلقي أشكال معينة من الرعاية الصحية الإنجابية، والعمل كوصي أساسي على الأطفال، حتى لو كن مطلقات.